# Sara Josephine Baker
Sara Josephine Baker (15 de novembre de 1873 – 22 de febrer de 1945) era una metgessa nord-americana notable per fer contribucions a la salut pública, especialment en les comunitats immigrants de la ciutat de Nova York. La seva lluita contra el dany que l'estesa pobresa urbana i la ignorància causava als nens i nenes, especialment nadons, és potser el seu llegat més durador. El 1917, va manifestar que les criatures nascudes als Estats Units havíen de fer front a un índex de mortalitat més alt que el dels soldats que lluitaven a la Primera Guerra Mundial.

## Vida primerenca
Baker va néixer a Poughkeepsie, Nova York el 1873 en una rica familia quaquera. Després que el seu pare i el seu germà morissin de febre tifoide, es va sentir presionada a donar suport financer a la seva mare i la seva germana. Així que, a l'edat de 16 anys, Baker va decidir fer carrera en medicina.
Després d'estudiar química i biologia a casa, es va matricular en el New York Infirmary Medical College, una escola mèdica per a dones, fundada per les germanes metgesses Elizabeth Blackwell i Emily Blackwell. El 1898, després de graduar-se en la segona posició de la seva classe, Baker va començar un any com internista al New England Hospital for Women and Children a Boston.
Tot seguit Baker va començar la practica de la medicina privada a Nova York. El 1901, va passar l'examen per exercir en la funció pública i va estar qualificada per ser inspectora mèdica al Departament de Salut.

## Carrera
| «                                         | La manera d'evitar que la gent mori per malaltia, se'm va acudir de sobte, era evitar que caiguin malalts. Les persones sanes no moren. sembla com una observació completament estúpida, però en aquell moment era una idea sorprenent. La medicina preventiva gairebé no havia nascut encara i no es promocionava en el treball de salut pública. | » |
| — Sara Josephine Baker, Fighting For Life | |   |

Després treballar en el sistema escolar, se li va oferir l'oportunitat de treballar per reduir l'índex de mortalitat a Hell's Kitchen (Manhattan). Al tombant de segle era considerat el tuguri pitjor de Nova York, on morien 4,500 persones cada setmana. Baker va decidir focalitzar-se en taxa de mortalitat infantil en particular, ja que hi morien 1,500 criatures setmanalment. La majoria de les morts infantils eren causades per la disenteria, encara que la ignorància dels pares i mares i la manca de higiene en tenien sovint la culpa indirecta.
Baker i un grup d'infermeres van començar per entrenar mares per tenir cura de les seves criatures: com vestir-les per mantenir-les prou escalfades, com alimentar-les amb una bona dieta, com mantenir-les per evitar l'asfixia mentre dormien i com mantenir-les netes. Van instal·lar una estació d'alletament on se'ls hi donava llet neta, ja que la llet comercial en aquell temps sovint era contaminada, o barrejada amb aigua calcària per millorar el seu color i maximitzar-ne el benefici. Baker va inventar una fórmula pels infants feta amb aigua, carbonat de calci, lactosa, i llet de vaca. Això va permetre a les mares anar a treballar i així poder donar suport econòmic a les seves famílies.
Baker va ajudar a la prevenció de ceguesa infantil, un assot causat pels bacteris de la gonorrea transmesos durant el naixement. Per impedir la ceguesa, a les criatures se'ls hi donaven gotes de nitrat d'argent pels ulls. Abans que Baker arribés, les ampolles on es conservava el nitrat d'argent sovint estaven en condicions insalubres, o contenien dosis que eren tan elevades que feien més mal que be. Ella va dissenyar i va fer servir petits contenidors fets d'antibiòtic de cera d'abella amb una sola dosi de nitrat d'argent, d'aquesta manera la medicació es mantenia en un nivell de concentració conegut i no podia ser contaminada.

## Reconeixement professional
Josephine Baker va esdevenir tant famosa que la Facultat de Medicina de Nova York (New York University Medical School) li va demanar una conferència sobre la salut dels nens, o "higiene infantil". Baker va dir que ho faria si ella pogués ser acceptada a l'escola. L'escola inicialment li va denegar, però finalment va acceptar després de buscar un conferenciant home per transmetre els seus coneixements. Així que, el 1917, Baker es va graduar amb un doctorat en salut pública.
Moltes posicions de govern, departaments, i comitès van ser creats a causa de la seva feina incloent-hi l'Agència Federal pels Nens i els Serveis de Salut Pública (ara el Departament de Salut i Serveis Humans) i departaments d'higiene infantil a cada estat.
Després que els Estats Units van entrar a la Primera Guerra Mundial, Baker es va fer encara més coneguda. La major part d'aquesta publicitat es va generar a partir del seu comentari a un periodista del New York Times, quan li va dir que era "sis vegades més segur ser soldat en les trinxeres de França, que ser un nadó nascut als Estats Units." Va ser capaç d'iniciar un programa de dinars per a nens i nenes a les escoles a causa de la publicitat que aquest comentari va portar. Va fer ús de la publicitat al voltant de l'alta taxa d'homes joves declarats inhàbils com a soldats per problemes de salut, com un factor de motivació per al suport al seu treball sobre la millora de la salut infantil.
A Baker se li va oferir un treball a Londres com a directora de salut de les escoles públiques, un treball a França per la cura dels refugiats de guerra, i un treball als Estats Units com Cirurgiana General Auxiliar.

## Vida personal
Baker, va passar gran part de l'última etapa de la seva vida amb Anada Alexa Ross Wylie, novel·lista, assagista i guionista de Hollywood australiana, que es va identificar com una "dona orientada cap a les dones." Quan Baker, es va retirar el 1923, es va començar a ocupar de la seva llar mentre escrivia la seva autobiografia, "Lluitant per la vida". El 1935, quatre anys abans de la publicació la seva autobiografia, Baker i Wylie van decidir traslladar-se a Princeton, Nova Jersey, amb la seva amiga Louise Pearce. Més enllà de les seves memòries, se sap poc sobre la vida de Baker, ja que "sembla haver destruït tots els seus documents personals."

## Jubilació
El 1923, Baker es va retirar però no va deixar de treballar. Es va convertir en la primera dona representant professional de la Lliga de les Nacions, quan va exercir en el Comitè de Salut dels Estats Units de 1922 a 1924. A més, va participar en molts grups i societats, incloent més de vint societats mèdiques i el Departament de Salut de l'Estat de Nova York. Va esdevenir Presidenta de l'Associació de Metgesses d'Amèrica i va escriure quatre llibres, una autobiografia, i 250 articles a través de la premsa professional i popular.
Sara Josephine Baker, va morir de càncer el 22 de febrer de 1945 a la ciutat de Nova York.